# 宮野悟
宮野 悟（みやの さとる、1954年12月5日 - ）は、日本の遺伝学者、情報科学者。専門は、システム生物学、バイオインフォマティクス。遺伝子ネットワーク探索研究の先駆者、がんゲノム研究の第一人者として知られる。現在、東京医科歯科大学M&Dデータ科学センター長。

## 人物
1977年 - 九州大学理学部数学科卒
1979年 - 同大学大学院理学研究科修士課程数学専攻修了
1979年 - 同大学理学部助手
1985年 - 同大博士号(理学)取得、Ph.D。「Hierarchy theorems in automata theory(オートマトン理論における階層定理)」
1987年 - 九州大学理学部附属基礎情報研究施設助教授
1993年 - 同研究施設教授を経て
1996年 - 東京大学医科学研究所ヒトゲノム解析センター教授、東京大学大学院情報理工学系研究科教授。
2000年から2005年にかけて(2003年3月からの1年を除く)、東京大学医科学研究所 副所長。
2013年7月 - 日本人として初めて ISCB Fellow に選出。
2015年6月から、神奈川県立がんセンター総長を兼務（医師免許を持たない初の総長）。がん免疫療法の推進や遺伝子研究の強化に取り組んだが、2018年2月に辞任した。センターの放射線治療医の退職問題をめぐる混乱が背景にあるとされる。
2020年4月 - 東京医科歯科大学 M&Dデータ科学センター長就任、東京医科歯科大学 特命教授

## 受賞歴
- 1994年 日本IBM科学賞[5]
- 1994年 坂井特別記念賞
- 2016年 上原賞
- 2023年 大川賞